# Deutsche Schwimmmeisterschaften 1955
Die 67. Deutschen Meisterschaften im Schwimmen fanden vom 19. bis 21. August 1955 im Freibad von Lemgo statt.
| Disziplin           | Männer         | Männer     | Männer | Frauen        | Frauen      | Frauen |
| Disziplin           | Name           | Verein     | Zeit   | Name          | Verein      | Zeit   |
| ------------------- | -------------- | ---------- | ------ | ------------- | ----------- | ------ |
| 100 m Freistil      | Paul Voell     | SSV Rheydt |        | Birgit Klomp  | Düsseldorf  |        |
| 200 m Freistil      | Hans Köhler    | Darmstadt  |        |               |             |        |
| 400 m Freistil      | Hans Köhler    | Darmstadt  |        | Birgit Klomp  | Düsseldorf  |        |
| 1500 m Freistil     | Manfred Fugger | Herringen  |        |               |             |        |
| 200 m Brust         | Klaus Bodinger | Karlsruhe  |        | Frigga Thieme | Frankenthal |        |
| 100 m Rücken        | Bernd Strasser |            |        | Helga Schmidt | Oldenburg   |        |
| 200 m Schmetterling | Manfred Mäsel  | München    |        |               |             |        |